# Krigsbrud
En krigsbrud avser en utländsk kvinna som gift sig med militär under krigstid eller under militär ockupation av främmande länder. Detta gällde särskilt, men inte enbart, under första och andra världskriget.
En av de största och bäst dokumenterade fenomenen av krigsbrudar är amerikanska militärer som gifte sig med tyska "Fräuleins" efter andra världskriget. År 1949 hade över 20 000 tyska krigsbrudar emigrerat till USA. Därutöver uppskattas det att det finns "... 15 000 australiska kvinnor som gifte sig med amerikanska militärer som var baserade i Australien under andra världskriget och flyttade till USA för att vara med sina makar". Allierade militärer gifte sig också med kvinnor i andra länder där de var stationerade vid slutet av kriget, däribland Frankrike, Italien, Luxemburg, Filippinerna och Japan. Detta hände också i Korea och Vietnam under de senare krigen i dessa länder där amerikanska trupper och andra antikommunistiska soldater var inblandade. Så många som 100 000 G.I. krigsbrudar till G.I.-soldater lämnade Storbritannien, 150 000 till 200 000 kom från kontinentala Europa, 15 500 från Australien och 1 500 från Nya Zeeland, mellan åren 1942 och 1952.
I andra världskrigets Sverige var det flera allierade flygplan som tvingades nödlanda efter räder mot tyska mål. Dess besättningar kunde ibland interneras utan rätt att lämna Sverige, även om en del också återbördades. De kunde ofta röra sig ganska fritt och träffade därför kvinnor från trakten och en del av dessa flyttade sedan med till USA.
År 2008 hade Royal British Columbia Museum i Victoria, British Columbia, Kanada, sin huvudutställning med målningar av Calgarykonstnären Bev Tosh. Utställningen beskrev krigsbrudarnas upplevelser i Kanada och Nya Zeeland.

## Filippinsk-amerikanska kriget
I samband med filippinsk-amerikanska kriget gifte sig några amerikanska soldater med filippinska kvinnor; detta har dokumenterats så tidigt som 1902 då ett par immigrerade till Storbritannien. Dessa filippiner var redan amerikanska medborgare, när de immigrerade till USA, vilket gjorde deras legala status märkbart annorlunda än de tidigare asiatiska immigranterna till Storbritannien. 